# Neue Slowenische Kunst
Il Neue Slowenische Kunst (dal tedesco "Nuova arte slovena"), anche conosciuto con l'acronimo NSK, è un controverso collettivo artistico e politico formatosi in Slovenia nel 1984, quando questa nazione era ancora parte della Jugoslavia. Il nome della parte musicale dell'NSK è quello dei Laibach, che viene a sua volta dalla traduzione tedesca della capitale slovena Lubiana. Il nome creò enormi controversie da parte di molti che vedevano evocare l'annessione della Slovenia da parte della Germania nazista durante la seconda guerra mondiale, o in alternativa il riferimento alla monarchia asburgica del XVI secolo di cui la Slovenia era una delle sette regioni che ne facevano parte.

## Composizione
Tra i fondatori dell'NSK sicuramente i più noti sono il gruppo musicale Laibach. Altri partecipanti al progetto iniziale furono poi il gruppo IRWIN, che si occupavano delle arti visive, ed i Scipion Nasice Sisters Theater (anche conosciuti come Red Pilot e Cosmokinetic Theatre Noordung), che si occupano di teatro. In seguito si unirono al gruppo i Retrovision che si occupano di video e film, ed il Department of Pure and Applied Philosophy, che sviluppano la parte teoretica del gruppo. L'NSK è poi aperto tradizionalmente a tutti i gruppi che dimostrano un interesse nello sfidare le norme ed i tabù dell'identità nazionale Slovene.

## Caratteristiche

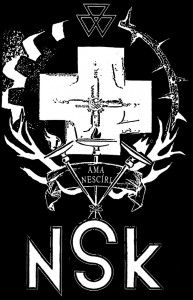
Logo del Neue Slowenische Kunst

L'arte dell'NSK utilizza spesso simbologie riprese dai movimenti totalitari ed dell'estremismo nazionalista, riappropriandosene in modo kitsch ed inserendolo in uno stile dalle reminiscenze Dada. Gli artisti appartenenti al gruppo giustappongono simboli da differenti ideologie politiche, spesso incompatibili tra loro. Un esempio ne fu un poster prodotto dall'NSK nel 1987, in seguito all'attribuzione di un premio indetto per la giornata della gioventù jugoslava. Il poster citava un quadro dell'artista nazista Richard Klein sostituendo la bandierina della Germania nazista con la bandiera della Jugoslavia e l'aquila tedesca con una colomba. Inteso come un gioco ironico, il dipinto trovò però la disapprovazione del regime, che lo interpretò come una associazione tra il Maresciallo Josip Broz Tito ed Adolf Hitler. L'immagine fu poi riproposta come copertina della rivista Mladina, in un'edizione che venne subito censurata.
Tanto gli IRWIN, quanto i Laibach, pongono l'enfasi più sul lavoro collettivo che su quello individuale. Le liriche e gli arrangiamenti dei Laibach per esempio, vengono sempre accreditati al gruppo stesso, e nella copertina non vengono mai citati i nomi dei singoli musicisti. In una fase della loro carriera, vi erano due differenti gruppi che facevano tournée con il nome Laibach contemporaneamente, ed entrambi erano composti da membri originari della band. Similmente, gli artisti di IRWIN non firmano mai individualmente i loro lavori, applicando al posto della firma un bollo o un certificato che indicano l'opera come eseguita dal gruppo.
L'NSK fu poi il soggetto di un documentario di Michael Benson dal titolo Predictions of Fire (Prerokbe Ognja), in cui tra gli intervistati vi era l'intellettuale sloveno Slavoj Žižek.